# Leon Grohman
Leon Edmund Grohman (ur. 27 sierpnia 1879 w Łodzi, zm. 6 marca 1937, tamże) – łódzki fabrykant.

## Życiorys
Ukończył Wyższą Szkołę Rzemieślniczą w Łodzi, a następnie politechnikę w Charlottenburgu, gdzie otrzymał dyplom inżyniera-mechanika. Po jej ukończeniu wrócił do Łodzi do pracy w rodzinnej fabryce, gdzie pełnił rolę dyrektora ds. technicznych i zasiadał w Zarządzie Spółki Akcyjnej L. Grohmana.
Po wybuchu I wojny światowej był jednym ze współzałożycieli Głównego Komitetu Obywatelskiego w Łodzi w sierpniu 1914 roku i zasiadał w jego składzie do czasu rozwiązania z dniem 1 lipca 1915 roku. Jednocześnie stał również na czele Centralnego Komitetu Milicji Obywatelskiej. W wyborach do Rady Miejskiej w Łodzi, przeprowadzonych w styczniu 1917 roku, uzyskał mandat radnego, startując z listy Polskiego Komitetu Wyborczego.
W trakcie I wojny światowej, pod nieobecność brata, przejął kierownictwo nad fabryką. Po połączeniu zakładów K. Scheiblera z zakładami L. Grohmana, które utworzyły razem Zakłady Włókiennicze K. Scheiblera i L. Grohmana Sp. Akc., kierował finansami przedsiębiorstwa. Należał do Towarzystwa Popierania Pracy Społecznej, Związku Niezależności Gospodarczej, był członkiem zarządu Towarzystwa Kredytowego Miejskiego w Łodzi, którego był prezesem w latach 1920–1925. Był współzałożycielem i wiceprezesem Łódzkiego Klub Lawntenisowego 1913. Zasłynął również obroną dzwonu łódzkiej katedry przed konfiskatą przez zaborców. W 1932 roku ze względu na stan zdrowia zrezygnował z pełnionych funkcji.

### Życie prywatne
Był najmłodszym synem Ludwika Grohmana, a także drugim mężem Aliny Gryficz-Mielewskiej (pierwszym był aktor Andrzej Mielewski). Leon i Alina poznali się w Berlinie, gdzie aktorka grała Gruszeńkę w filmie Die Brüder Karamasoff (ekranizacji powieści Bracia Karamazow). Leon był ewangelikiem, a Alina katoliczką, ślub wzięli w 1922 roku w kościele ewangelickim Świętej Trójcy na placu Stanisława Małachowskiego w Warszawie. Mieli jednego syna, polityka i ekonomistę, Jerzego Grohmana (1922–2017). Mieszkali w rodzinnym pałacu przy ul. Tylnej, który zajmowali z Alfredem Grohmanem, bratem Leona. Spoczywa na cmentarzu ewangelicko-augsburskim przy ulicy Ogrodowej w Łodzi.